# Frea Janssen-Vos
Frea Janssen-Vos (’s Hertogenbosch, 1942 - Castricum,18 augustus 2018) was een Nederlands onderwijskundige. Zij heeft een belangrijke rol gespeeld bij de vernieuwing van het kleuteronderwijs en het basisonderwijs in Nederland, met name bij de toepassing van de principes van ontwikkelingsgericht onderwijs bij kleuters.

## Biografie
Frea Vos werd geboren in een protestants gezin in 's-Hertogenbosch. Omdat er geen andere opleidingsmogelijkheden waren, deed ze haar opleiding tot kleuterleidster aan een katholiek instituut. Na enkele jaren in het onderwijs werkte ze bij het Kohnstamm Instituut, een onderzoeksinstituut van de Universiteit van Amsterdam, en het Algemeen Pedagogisch Studiecentrum (APS).
Janssen-Vos vond zowel de op spel gerichte methodes van de oude fröbelschool, als de latere op gestructureerd leren gerichte methodes onbevredigend. In haar visie speelde spel een centrale rol in de ontwikkeling en het leren van kleuters en basisschoolleerlingen. Zij heeft er voor geijverd dat de kwaliteit van het onderwijs aan jonge leerlingen verbonden is gebleven met spel. Samen met hoogleraar onderwijspedagogiek Bert van Oers ontwierp ze een spelgeoriënteerde werkmethode. Samen met Van Oers ontwikkelde zij ook een onderwijspedagogisch kader en de theoretische onderbouwing voor Ontwikkelingsgericht Onderwijs (OGO). Zij was ook betrokken bij de oprichting van de OGO Academie.
Haar boek Basisontwikkeling voor peuters en de onderbouw werd jarenlang veel gebruikt in de opleiding van leerkrachten voor het basisonderwijs. In haar laatste boek ‘Baanbrekers en Boekhouders’ (2012), kijkt ze terug op haar werk en de ontwikkelingen in het kleuteronderwijs.
In haar nagedachtenis werd in 2019 het Frea Janssen-Vos Fonds opgericht, dat tot doel heeft om de kwaliteit van kinderopvang en onderwijs te verbeteren door ontwikkelingsgerichte aanpak.

## Publicaties (selectie)
- Baanbrekers en Boekhouders (2012)
- Samen: oudercontacten in ontwikkelingsgerichte scholen. (2009)
- Basisontwikkeling in de onderbouw (1990)
- Spel en ontwikkeling (2004)
- Startblokken voor basisontwikkeling : met B.Pompert.(2003)
- Visies op onderwijs aan jonge kinderen. Met Bert van Oers. (1993)
- Basisontwikkeling; kleuters in de basisschool (1990)
- Ontwikkelingsgericht onderwijs in de onderbouw. (1989)
- De brede basis : basisonderwijs gericht op leefsituaties van kinderen. (1987)
- Werken met kinderen : het KIOSK-werkplan voor het kleuteronderwijs. (1975)